# Saint-Clair-sur-Galaure
Saint-Clair-sur-Galaure é uma comuna francesa na região administrativa de Auvérnia-Ródano-Alpes, no departamento de Isère. Estende-se por uma área de 15,3 km². Em 2010 a comuna tinha 284 habitantes (densidade: 18,6 hab./km²).
É banhada pelo rio Galaure.